# 春珠里
23°26′45.7″N 120°19′14.8″E / 23.446028°N 120.320778°E
春珠里是中華民國台灣嘉義縣太保市的行政區，位於太保市南方，西南方接茄苳腳，東南邊為梅埔里，東北方為後潭。
面積約4.589755平方公里，行政區包含12個鄰、439戶、人口數為1012人。

## 地理
春珠里是個地勢平坦，交通便利的地方，居民多務農。位於太保市南方，西南方接茄苳腳，東南邊為梅埔里，東北方為後潭里。

## 聚落歷史
春珠里是由「春珠」和「茄苳腳」合成，現以李、蔡為最大姓。在清朝時「茄苳腳」人口較多，達千戶，之後漸漸衰落，因嘉義人為爭取設行政於此的機會，在「秤土為憑」時，土裡摻鹽，贏走了轄權，傳說有人破壞地方風水，造成村內少壯丁，女兒紛紛外嫁，多缺人主祀的「神主牌」，於是人口更為凋零。
而「春珠」則是明、鄭成功來台開墾時，部將李元興由台南移墾至此，另外蔡姓人家也聚住本莊。

## 教育
本區域內目前無設立國中小，國小學區為太保國小；國中學區為太保國中。

## 文化資源/文化資產
春珠里有兩座道教的民間寺廟：清福宮、福春宮
清福宮：清福宮為一所道教的民間寺廟，主神為清水祖師，陪祀神明為土地公、註生娘娘，建立於1752年。
福春宮：福春宮為一所道教的民間寺廟，主神為池府千歲 城隍夫人，陪祀神明為土地公、註生娘娘，建立於2008年。

## 景點
品皇咖啡觀光工廠是台灣少數以「咖啡」為展覽主題的觀光工廠，提供販售咖啡、奶茶、餅乾，也提供多種咖啡試喝。

## 其他特色
推動社區農園
春珠里於2016年推動社區農園，社區志工及長輩協力整頓，將原本是社區廟宇佈滿石粒之閒置空地，經由將其營造成社區面積大約20-30坪的自然農園，提供居民可以栽種蔬果的空間，後續收成也可成為在地化的低碳飲食。